# Tabanus glauconotatus
Tabanus glauconotatus är en tvåvingeart som beskrevs av Philip 1954. Tabanus glauconotatus ingår i släktet Tabanus och familjen bromsar. Inga underarter finns listade i Catalogue of Life.